# روس مونتاغيو
روس مونتاغيو (بالإنجليزية: Ross Montague)‏ هو لاعب كرة قدم بريطاني في مركز الهجوم، ولد في 1 نوفمبر 1988 في تويكنهام في المملكة المتحدة. لعب مع إيه أف سي ويمبلدون ونادي برينتفورد.

## وصلات خارجية
- روس مونتاغيو على موقع قاعدة بيانات كرة القدم.إي يو (الإنجليزية)
- روس مونتاغيو على موقع Soccerbase.com (لاعب) (الإنجليزية)